# Torre Godoy
La Torre Godoy es el segundo edificio más alto de la Región de Murcia, España. Cuando fue inaugurado en 2005, con sus 66 metros de altitud, era el edificio más alto de Murcia. Sin embargo, en 2009 fue superado por las Torres atalayas, de 95 metros de altitud y 22 plantas. Cuenta asimismo con tres plantas subterráneas.

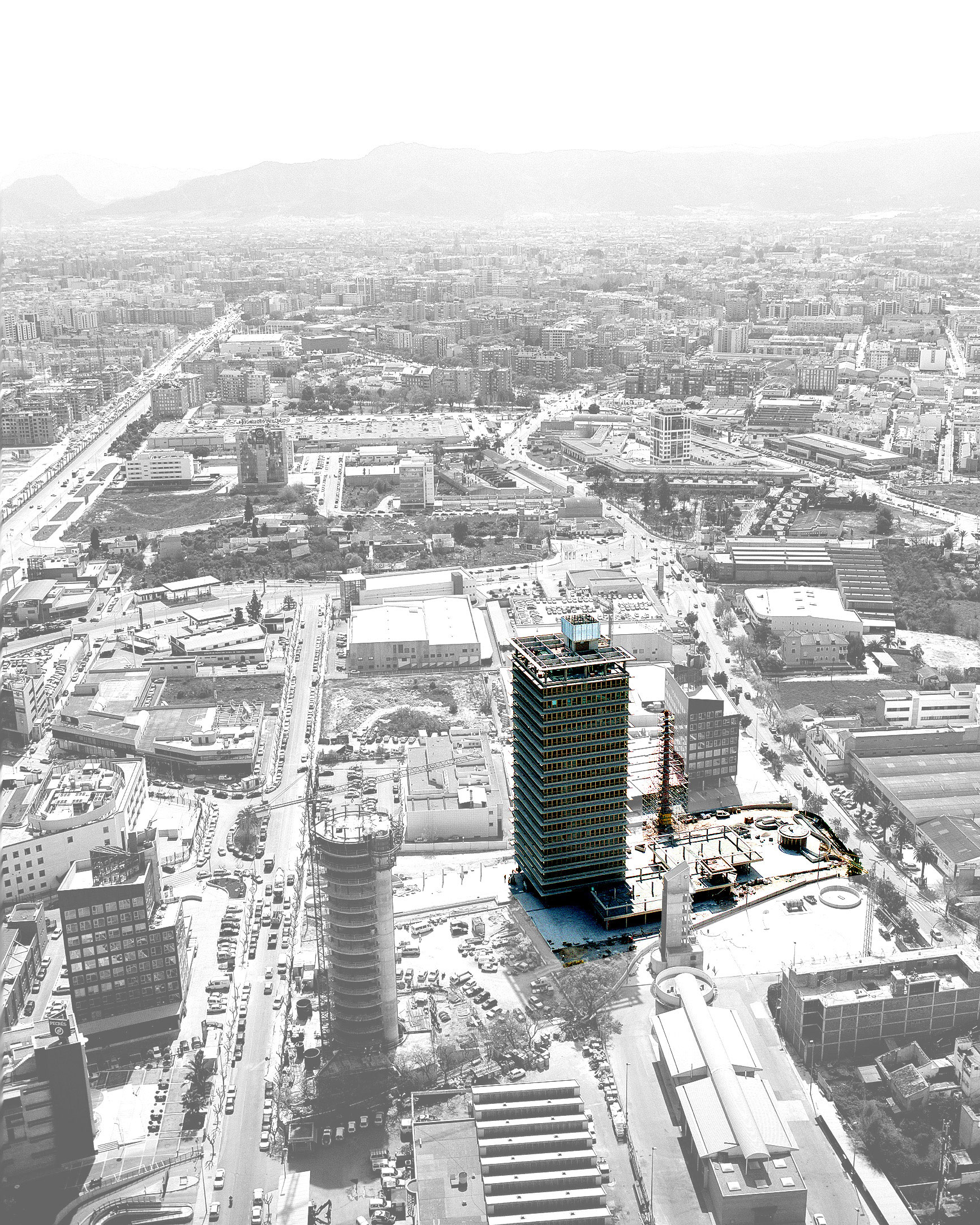
AEREA TORRE GODOY

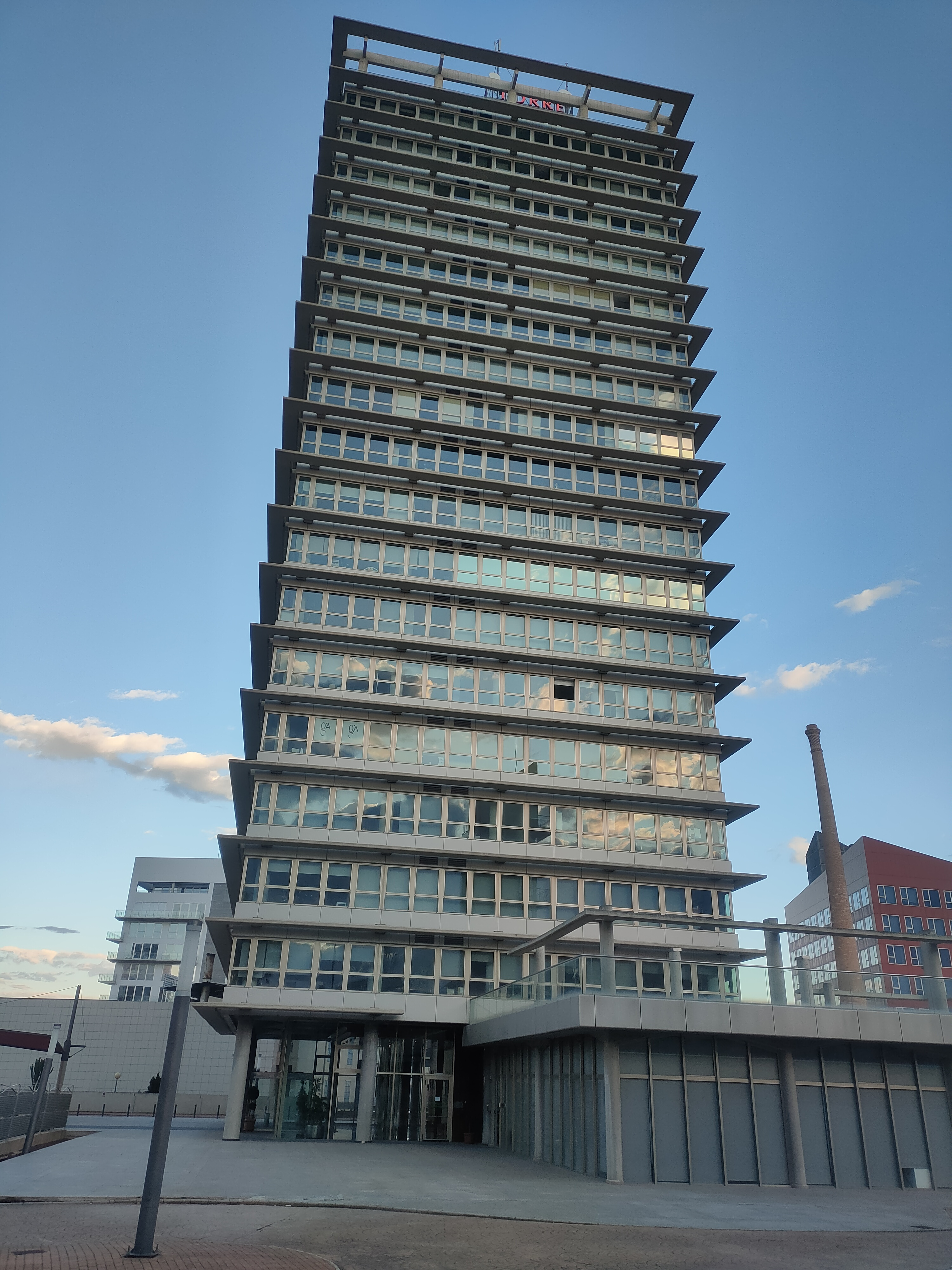
Fachada noroeste de la Torre Godoy

El primer rascacielos de la ciudad de Murcia, la Torre Godoy, es también uno de los más punteros en lo que a materiales se refiere. El proyecto fue diseñado por el despacho de arquitectura Chamizo Arquitectos. El uso del hormigón, el aluminio y el cristal ha sido magistral y, además de lograr un efecto visual de gran belleza, han contribuido a dotar al edificio de los últimos avances en lo que ha tecnología de la construcción se refiere. 
La utilización de hormigón de alta resistencia, muy utilizado en las cosmopolitas ciudades asiáticas, ha sido clave para conseguir un edificio diáfano en su interior, pero robusto y fuerte en su estructura. De esta forma, en la Torre Godoy se ha empleado un hormigón que puede soportar 800 kilos en su base hasta los 250 en su extremo superior, variando regresivamente en altura de acuerdo a los esfuerzos a los que ha de estar sometido.
Otro de los elementos impactantes es el vidrio. Para la construcción de este edificio se han utilizado cristales de tipo solar de segunda generación, refractarios del calor, pero no de la luz, totalmente blancos y transparentes. Unos elementos que permitirán aprovechar al máximo la luz de la Región de Murcia y otorgar a los inquilinos de este inmueble la calidez que la luz natural ofrece.
En lo que a la iluminación del techo se refiere se ha optado por la denominada down light, iluminación inteligente. También se ha dotado de un foco halógeno sobre el cristal de la ventana que le confiere un aspecto exterior nocturno de gran belleza y proporcionar a los trabajadores de las oficinas cierta intimidad cuando la noche ya ha caído.
Así mismo dispone de toda la red propia de la tecnología de la comunicación moderna, incluyendo un área recubierta en plomo en el tejado para la antena de telecomunicaciones más que suficiente, o la fibra de vidrio para soportar las comunicaciones digitales más exigentes. El edificio también cuenta con líneas ADSL en conexión a Internet.
Los ascensores que ha instalado la empresa Kone, y que han sido fabricados en Finlandia, son otros de los elementos característicos de este edificio. Su aceleración permite viajar a una velocidad de tres metros por segundo, por lo que de punta a punta del inmueble pueden transcurrir en torno a los veinte segundos.
El edificio se encuentra en el complejo de oficinas de Juan Carlos I, en el barrio murciano de Espinardo. En la torre tienen sus oficinas empresas punteras en su sector, como el prestigioso despacho de abogados PwC, la consultora internacional Deloitte, la firma especializada en reputación en Internet ePrivacidad o incluso la firma de arquitectura creadora del proyecto Chamizo Arquitectos.
La ocupación media del edificio alcanza el 85%.
La parada del Tranvía de Murcia Parque Empresarial Archivado el 30 de marzo de 2020 en Wayback Machine. se encuentra a tan solo 4 minutos a pie.